# حسنویه
حَسَنویه یا ابوالفوارس حسنویه بن حسین (م. ۳۶۹ق) بنیان‌گذار حکومت خاندانی از کردان برزکانی است به نام حسنویان (آل حسنویه) که حدود نیمه دوم سده ۴ق. بر قسمت‌هایی از جبال و کردستان و لرستان فرمان راندند. نفوذ و اقتدار این خاندان تا حدود خوزستان و آذربایجان رسید و حکمرانی آنان بیش از ۶۰ سال پایید. برخی آنها را شیعه دانسته‌اند اما مذهب آنها سُنی شافعی بوده است.
مرکز حکومت حسنویان بیستون بود.
رکن‌الدوله دیلمی در ۳۵۹ ه‍.ق به غرب ایران لشکر کشید و حسنویه، پسر حسین کرد، را که حاکم بخشی از آن منطقه بود، وادار به مصالحه کرد.